# Pomnik generała Władysława Turowicza w Karaczi
Pomnik generała Władysława Turowicza w Muzeum PAF w Karaczi – pomnik upamiętniający zasługi polskiego oficera, który wraz z grupą 30 polskich lotników i techników współtworzył Pakistańskie Siły Powietrzne PAF. 
O upamiętnienie zasług generała Władysława Turowicza, który całe swoje powojenne życie i doświadczenie poświęcił przy współtworzeniu i rozbudowywaniu Pakistańskich Sił Powietrznych występował Konsulat Generalny RP w Karaczi. 

## Odsłonięcie
Odsłonięcie pomnika nastąpiło 14 sierpnia 2006 w dniu Święta Niepodległości Pakistanu oraz w przeddzień Dnia Wojska Polskiego, z inicjatywy konsulatu generalnego RP w Karaczi i attachatu wojskowego, lotniczego i morskiego ambasady RP w Islamabadzie. Odsłonięcia dokonał wicemarszałek lotnictwa Rao Qamar Suleman, szef Dowództwa Południowego PAF, w obecności konsula generalnego RP w Karaczi Ireneusza Maklesa i zastępcy attaché obrony ambasady RP w Islamabadzie ppłk Piotra Łukasiewicza. W uroczystości wzięli udział: wicemarszałek lotnictwa (w stanie spoczynku, prezydent Stowarzyszenia b. oficerów PAF), Masood Akhtar oraz wyżsi oficerowie PAF, którzy od 1948 pod kierownictwem gen. Władysława Turowicza tworzyli pakistańskie siły powietrzne, a także wielu wyższych oficerów lotnictwa PAF w służbie czynnej. Obecni byli także przedstawiciele korpusu konsularnego w Karaczi, biznesu, kultury i nauki.

## Elementy pomnika
Pomnik składa się z trzech głównych części tematycznych
- elementów kolumny Zygmunta, jako symbolu polskości i Warszawy
- emblematów polskich i pakistańskich sił powietrznych
- tablicy informacyjnej o dokonaniach Władysława Turowicza i grupy polskich wyższych oficerów lotnictwa oraz techników.

Pomnik umieszczony został w sali głównej Muzeum Pakistańskich Sił Powietrznych (PAF) w Karaczi, w jego tle umieszczono flagi narodowe Pakistanu oraz Polski, a po bokach znajdują się pamiątki i dokumenty ze zdjęciami generała oraz jego współpracowników. 